# Яни Пехливанов
Яни Пехливанов (роден на 28 март 1988 г. в Бургас) е български футболист, който играе като защитник и полузащитник. Играч на Етър (Велико Търново).

## Кариера
Започва да тренира футбол в школата на Нафтекс (Бургас). С Поморие (Поморие) печели купата на аматьорската футболна лига през 2009 г. Играе и финал за купата на България срещу Берое (Стара Загора) през 2010 г., загубен с 0:1. Дебютира в А ПФГ на 5 май 2011 г. срещу Монтана (Монтана). Първия си гол в А ПФГ отбелязва на 6 април 2013 г. отново срещу Монтана (Монтана).

## Статистика по сезони[2]
| Сезон    | Отбор           | Първенство | Мачове | Голове |
| -------- | --------------- | ---------- | ------ | ------ |
| 2009/10  | Черноморец (Пм) | Б група    | 20     | 4      |
| 2010/ес. | Черноморец (Пм) | Б група    | 10     | 0      |
| 2011/пр. | Черноморец (Бс) | А група    | 6      | 0      |
| 2011/12  | Черноморец (Бс) | А група    | 9      | 0      |
| 2012/13  | Черноморец (Бс) | А група    | 14     | 1      |
| 2013/14  | Черноморец (Бс) | А група    | 16     | 3      |
| 2014/ес. | Бургас          | Б група    | 7      | 0      |
| 2015/пр. | Черноморец (Бс) | Б група    | 11     | 0      |
| 2015/16  | Поморие         | Б група    | 28     | 3      |